# Chasmodia peruana
Chasmodia peruana är en skalbaggsart som beskrevs av Ohaus 1898. Chasmodia peruana ingår i släktet Chasmodia och familjen Rutelidae. Inga underarter finns listade i Catalogue of Life.